# Lusignan Sarolta lefkarai úrnő
Lusignan Sarolta (Ciprus, 1453/55 – Ciprus, 1468. március 23./1469), görögül: Καρλόττα της Κύπρου, franciául:  Charlotte de Lusignan, olaszul: Carlotta di Cipro, latinul: Carola de Leziniaco, örményül: Շառլոթ Լուսինյան, II. (Fattyú) Jakab ciprusi király természetes lánya, III. (Utószülött) Jakab ciprusi király nővére és I. Sarolta ciprusi királynő unokahúga.

## Élete
Édesapja II. Jakab ciprusi király, aki a húgától I. Saroltától bitorolta el a trónt. II. Jakab II. János ciprusi királynak és ágyasának Patraszi Mariettának volt a fia.
Édesanyja apja ágyasa volt a de Flatre/Flètre családból. Anyja rajta kívül még három gyermeket szült apjának, két fiút és egy lányt, és ez utóbbi Karola (1468–1480) hercegnő volt. Ők azonban elvileg nem örökölhették a trónt, mert törvénytelen kapcsolatból származtak. Csak apjuk Cornaro Katalinnal kötött házasságából született féltestvérük Jakab örökölte a trónt. Az ő gyermektelen halála esetén apjuk végrendelete szerint a trónt Jakab törvénytelen gyermekei örökölték volna az elsőszülöttség sorrendjében, és előbb a fiúk, utána a lányok, ezt azonban Velence megakadályozta.
Saroltát még apja életében és annak döntése értelmében 1463-ban vagy 1464-ben eljegyezték Sor de Naves szicíliai úrral, Ciprus hadsereg-főparancsnokával és a ciprusi Lefkara urával, majd amikor Sarolta elérte a házasságkötéshez szükséges 12 éves kort, 1465-ben vagy 1467-ben feleségül is adták hozzá, azonban Sarolta fiatalon, még apja életében, 1468. március 23-án, más források szerint egy évvel később, 1469-ben gyermektelenül meghalt.